# Фролово (Междуреченский район)
Фролово — деревня в Междуреченском районе Вологодской области на реке Нозьма.
Входит в состав Старосельского сельского поселения (с 1 января 2006 года по 8 апреля 2009 года входила в Ноземское сельское поселение), с точки зрения административно-территориального деления — в Ноземский сельсовет.
Расстояние до районного центра Шуйского по автодороге — 24 км, до центра муниципального образования Старого по прямой — 6 км. Ближайшие населённые пункты — Семенково, Новая, Михалково.
По переписи 2002 года население — 9 человек.